# Смертельна зброя (серія фільмів)
«Смертельна зброя» (англ. Lethal Weapon) — американська культова серія фільмів про детективів Мартіна Рігза і Роджера Мерто, які працюють в Департаменті поліції Лос-Анджелеса. Франшиза створена сценаристом Шейном Блеком та поставлена режисером Річардом Доннером, головні ролі зіграли Мел Гібсон та Денні Ґловер.

## Фільми

### Смертельна зброя (1987)
Занепокоєний віком і виходом на пенсію, детектив відділу вбивств Роджер Мерто співпрацює з молодим і суїцидальним офіцером з наркотиків Мартіном Рігзом. Разом вони працюють над справою про імовірне самогубство Аманди Хансакер, дочки багатого бізнесмена, який служив разом із Мерто у В'єтнамі. Мерто і Ріггс незабаром виявляють, що Хансейкер був причетний до схеми контрабанди героїну, яку очолювали генерал у відставці.

### Смертельна зброя 2 (1989)
Під час автомобільної погоні Рігз і Мерто натикаються на багажник, повний контрабандних південноафриканських крюгеррандів. Це викликає серію замахів на їхнє життя, змушуючи їх братися за менш небезпечну справу, захищаючи Лео Гетца, з яким вони поступово зближуються та дружать. Однак вони розуміють, що Гетц був причетний до тієї ж південноафриканської незаконної діяльності. В результаті троє чоловіків вплутаються в операцію з контрабандою наркотиків за участю південноафриканських дипломатів у Лос-Анджелесі. Рігз вбиває вбивцю своєї дружини, який є серед злочинців.

### Смертельна зброя 3 (1992)
Рігз і Мерто розслідують справу зі злочинцем який краде конфісковану зброю та продає її на чорному ринку. Під час розслідування Мерто стріляє і вбиває підлітка, який нападає на нього та Рігза; він виявляється другом власного сина. Це спонукає Мерто схопити чоловіка, відповідального за розповсюдження нелегальної вогнепальної зброї, і переосмислити свій вихід на пенсію.

### Смертельна зброя 4 (1998)
У той час як дочка Лорни і Мерто, Ріанна, обидва вагітні, Ріггс і Мерто знову об'єднуються з Лео, а також з новачком детективом Лі Баттерсом, щоб розслідувати злочинну групу китайських іммігрантів. Ва Сінг Ку — безжальний силовик, який особисто намагається вбити сім'ю Мерто, спаливши їх живцем у власному будинку. У міру розвитку історії Мерто виявляє, що Лі є батьком ненародженої дитини його дочки. Двоє вбивають десятки китайських гангстерів і в кінцевому підсумку їм вдається наздогнати боса контрабандистської групи. Ріггс і Лорна одружуються в кінці фільму, оскільки народжується їхня дитина.

## Телебачення

### Смертельна зброя(2016—2019)
Серіал розповідає про Мартіна Ріггса, колишнього морського котика Військово-морських сил США, який, втративши в автокатастрофі свою вагітну дружину, вирішує вступити на службу у Департамент поліції Лос-Анджелеса, де його новим напарником стає Роджер Мерта, який спершу скептично ставиться до Мартіна, що проявляє суїцидальні тенденції та йде на божевільні ризики під час затримання злочинців. Однак, згодом Ріггс і Мерта стають друзями та починають покладатися один на одного, оскільки під час розслідувань вони часто потрапляють у небезпечні ситуації, що загрожують їхнім життям і потребують командної роботи.